# 砂金石

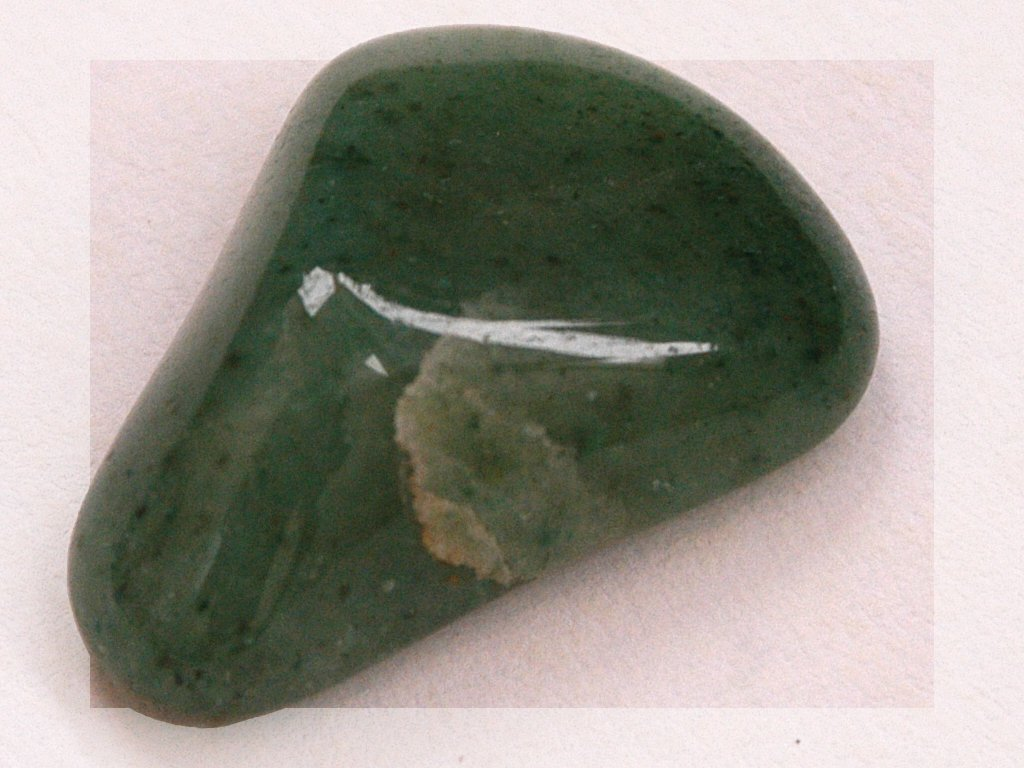
砂金石（アベンチュリン）

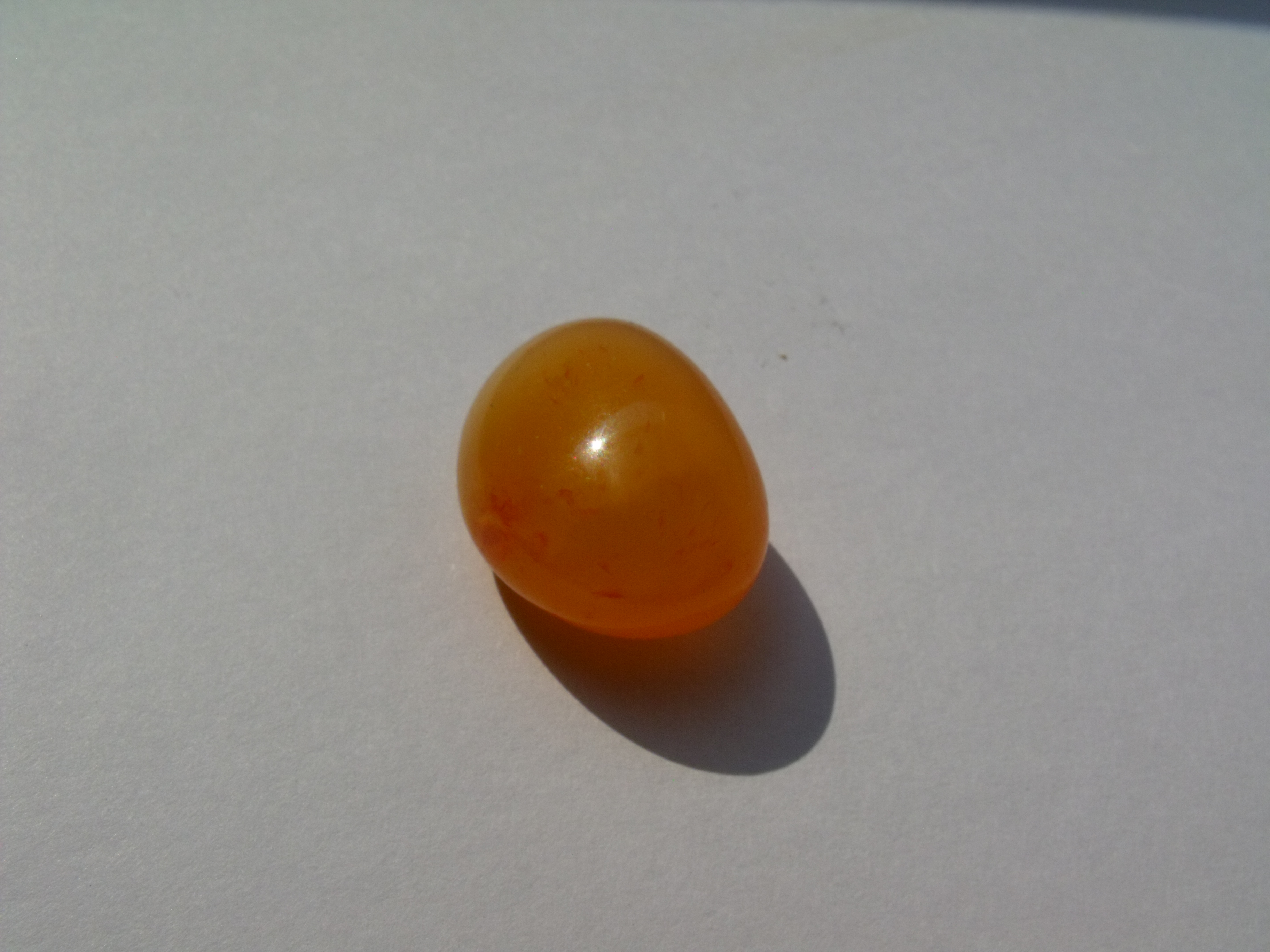
オレンジ・アベンチュリン

砂金石（さきんせき、英: aventurin、アベンチュリン）または砂金水晶（さきんすいしょう）は、石英のなかに雲母、ヘマタイト(赤鉄鉱)やゲーサイト(針鉄鉱)などの細鱗状の微粒子の結晶を包有し、内部反射によりキラキラと閃光を発する鉱石。主産地がインドで翡翠に似ているため、インド翡翠とも呼ばれる。アベンチュリンクオーツと呼ばれる宝石の一種でもあり、フクサイト（クロム白雲母）により緑色となったグリーンアベンチュリンをさすことが多い。